# Hisplex

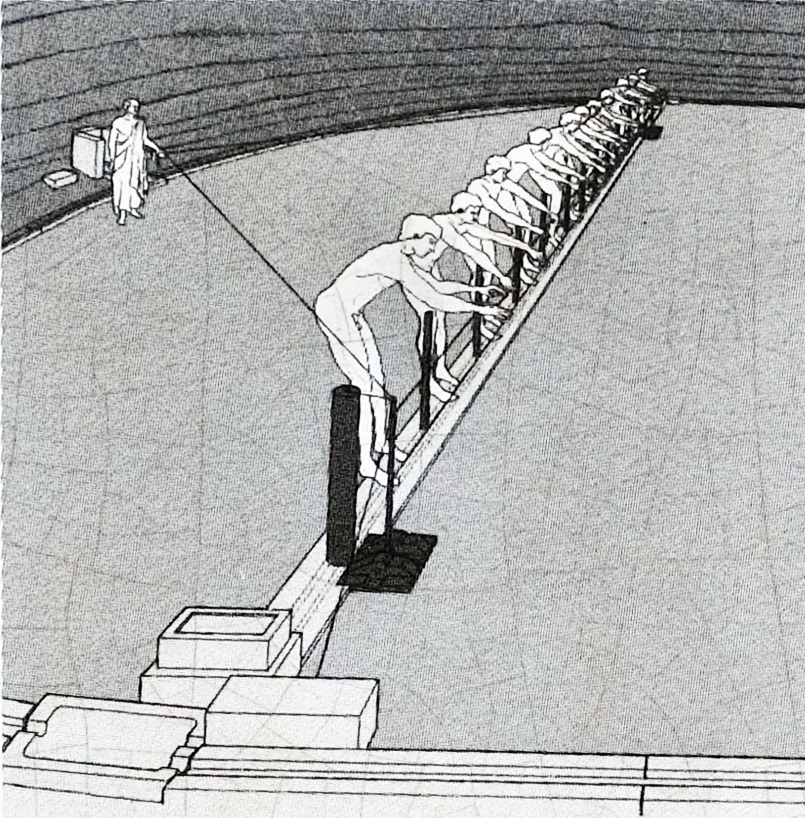
Desenho ilustrando o uso de um hisplex para evitar uma falsa partida

O hisplex (em grego, ὕσπληξ) é um mecanismo usado na Grécia antiga para iniciar corridas de cavalos e corridas a pé, buscando evitar falsas partidas.
Consiste na combinação de duas barras unidas. A primeira está fixada verticalmente ao solo na linha de partida. A segunda pode mover-se, por conta da tensão de uma corda, no plano da linha de partida perpendicular ao chão. Também pode ter existido um sistema substituindo a barra móvel por duas cordas.

## Desenrolar de uma corrida

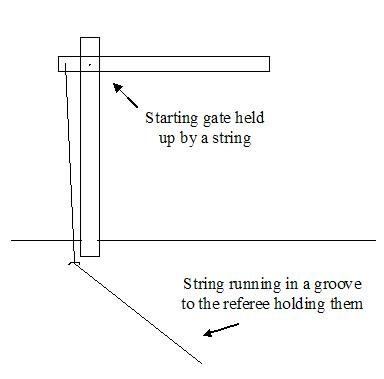
Diagrama de um hisplex

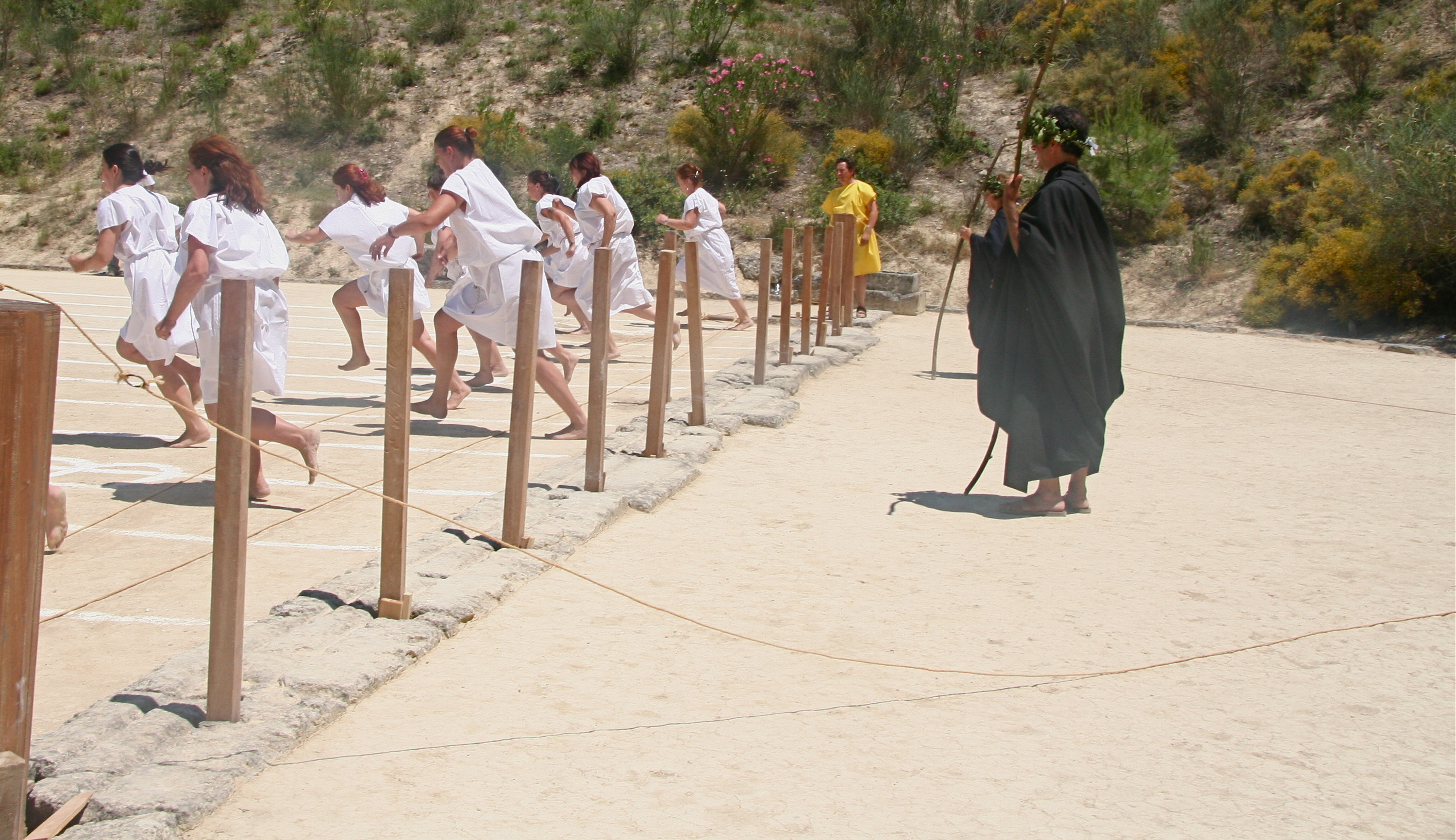
Reconstrução da largada de uma corrida com hisplex em Nemeia, em 2012

Antes do início da corrida, todos os corredores ficam atrás de seu hisplex. Um árbitro localizado atrás da linha de partida aperta todas as cordas, de modo que as barras móveis subam e permaneçam na horizontal.
Na largada, um árbitro solta todas as cordas: as barras móveis caem por gravidade e liberam o caminho à frente dos corredores.

## Vantagem
Originalmente, o início das corridas era provavelmente dado por um sinal sonoro (grito, toque de trombeta etc.). Com esse método, os atletas corriam o risco de antecipar o sinal e fazer falsas largadas. Ao liberar a passagem à frente de cada corredor ao mesmo tempo, um sistema hisplex bem coordenado permitia remediar este problema.